# Woiwodschap Kiev
Het woiwodschap Kiev (Oekraïens: Київське воєводство; Pools: Województwo Kijowskie) was tussen 1569 (na de Unie van Lublin) en 1793 een woiwodschap van Polen en voordien, vanaf 1471, van het Grootvorstendom Litouwen. Tegenwoordig ligt het gebied in Oekraïne.
In eerste instantie was Kiev de hoofdplaats van dat gebied, maar toen de stad in 1667 aan Rusland werd overhandigd nam Zjytomyr deze positie in.

## Woiwoden
- Martynas Goštautas (1471-1475)
- Konstanty Wasyl Ostrogski (sinds 1559)
- Tomasz Zamoyski (since 1619)
- Janusz Tyszkiewicz Łohojski (1630-1649)
- Adam Kisiel (1649-1653)
- Stanisław "Rewera" Potocki (sinds 1655)
- Jan "Sobiepan" Zamoyski (sinds 1658)
- Andrzej Potocki (sinds 1668)
- Jerzy Trubecki (sinds 1673)
- Józef Potocki (sinds 1702)
- Stanisław Lubomirski (sinds 1772)